# Edward Pellew
Edward Pellew, aussi appelé Lord Pellew, 1er vicomte Exmouth, né en 1757 à Douvres et mort en 1833, est un officier de marine britannique des XVIIIe et XIXe siècles. Il sert dans la Royal Navy pendant les guerres de la Révolution et de l'Empire et termine sa carrière au grade d'Admiral.

## Biographie
Il se distingua dans plusieurs combats contre la marine française en Amérique et dans les Indes, devint contre-amiral en 1804, vice-amiral en 1808. Il est chargé en 1815 du commandement de la flotte de la Royal Navy en Méditerranée. Il bombarde Alger en 1816 et force le dey à lui remettre plus de 1 000 esclaves. Il consacre le reste de sa carrière à l'instruction des marins.